# El rastro de tu sangre en la nieve
El Rastro de tu Sangre en la Nieve, escrito originalmente en 1976, es el duodécimo relato del compendio de doce cuentos escritos  por Gabriel García Márquez a lo largo de dieciocho años, que conforman el libro llamado Doce cuentos peregrinos.

## Personajes
Personajes principales
- Billy Sánchez de Ávila 
- Nena Daconte
Personajes secundarios 
- Embajador Colombiano en España y su esposa 
- Portero del hotel
- Doctor del hospital
- Diplomático Colombiano en París
- Mesera del restaurante

## Resumen
El cuento relata la historia de Nena Daconte y Billy Sánchez, una pareja de jóvenes Colombianos que se enamoran en Cartagena de Indias, tres meses después se casan y van a pasar su luna de miel a París.
Nena se pincha el dedo con una espina de un ramo de rosas que recibe del embajador de Colombia al llegar a España. Manejan toda la noche hasta arribar a París e internar a Nena Daconte en un lúgubre hospital, ya que su dedo no ha parado de sangrar. Billy Sánchez, por las estrictas reglas del hospital, tiene que esperar toda una semana para visitarla. Durante la espera Billy Sánchez trata de lidiar con los obstáculos de ser un extranjero en una ciudad que no conoce y no habla el idioma. Al regresar al hospital el martes siguiente, Billy Sánchez se entera de que  murió desangrada a las 7:10 de la noche del jueves 9 de enero después de 70 horas de esfuerzos inútiles de los especialistas mejores calificados de Francia